# بيتسو موسيماني
بيتسو موسيماني (بالإنجليزية: Pitso Mosimane) (ولد في 26 يوليو 1964) هو لاعب كرة قدم جنوب أفريقي سابق ومدرِّب حالي لنادي أبها السعودي.سبق له وأن تولى تدريب منتخب جنوب أفريقيا لكرة القدم مرتين مرة كمساعد مدرب وأخرى كمدير فني، يعد موسيماني أحد أهم المدربين بجنوب أفريقيا وأكثرهم تقييمًا بعد أن ساهم في الحصول على عدة ألقاب في بطولات كبرى مع سوبر سبورت يونايتد الجنوب أفريقي بين عامي 2001 و2007 ومع نادي ماميلودي صن داونز بين عامي 2012 و2020. ثم قاد موسيماني فريق الأهلي المصري لتحقيق دوري أبطال أفريقيا 2021 للمرة الثانية على التوالي وبذلك يكون حقق 3 بطولات دوري أبطال إفريقيا ويكون أول مدرب أفريقي حقق ذلك.

## مسيرته كلاعب

### مع الأندية
بدأ موسيماني مسيرته على صعيد كرة القدم مع فريق Rockville Hungry Lions ثم في عام 1982 انتقل إلى نادي جومو كوزموز لعب مع الفريق حتى عام 1983 ثم تنقل بينه وبين نادي ماميلودي صن داونز حتى عام 1988 ثم انتقل للعب في صفوف نادي أورلاندو بيرايتس عام 1989 من بعدها قرر خوض تجربة الاحتراف الأوروبي عن طريق نادي يونيكوس اليوناني، لعب بيتسو في اليونان لمدة 6 سنوات بين عامي 1989 و 1995 تحت قيادة المدرب نيكوس ألفانتوس بعد تجربته الناجحة في اليونان أنتقل موسيماني لدوري القسم الثالث البلغاري ليلعب لنادي Rita Berlaar || لعب بيتسو لمدة عام واحد مع الفريق البلغاري 1995 ثم أنتقل لينهي مسيرته الكروية في نادي السد القطري عام 1996.

### مع المنتخب
مثل موسيماني منتخب جنوب أفريقيا في أربع مناسبات بين عامي 1993 و1994 واستطاع تسجيل هدف وحيد بقميص المنتخب.

## مسيرته كمدرب

### مع سوبر سبورت يونايتد
التحق موسيماني بنادي سوبر سبورت يونايتد ليشغل منصب مساعد المدرب تحت قيادة المدرب بروس جروبيلار، ثم في عام 2001 أصبح موسيماني هو المدرب لنادي سوبر سبورت يونايتد، قاد النادي لتحقيق المركز الثاني في مناسبتين عامي 2002 و 2003 كما حقق مع النادي كأس جنوب أفريقيا عام 2005 وكأس إم تي إن عام 2004

### مع المنتخب الجنوب إفريقي
شغل منصب مدرب تسيير الأعمال مع المنتخب الجنوب إفريقي لسبع مباريات خلال عام 2007، قبل أن يعين المدرب العالمي كارلوس ألبرتو بيريرا مديرا فنيا.استمر موسيماني كمساعد لبيريرا حتي نهاية ولايته الأولى وفي 2008 عين المدرب جويل سانتانا مديرا فنيا جديدا للفريق استمر معة موسيماني كمساعد حتي انتهاء ولايته عام 2009 وقرر إعادة تعيين كارلوس ألبرتو بيريرا مرة أخرى لقيادة المنتخب خلال نهائيات كأس العالم لكرة القدم 2010. استمر موسيماني مساعد لـكارلوس ألبرتو بيريرا حتي نهاية كأس العالم لكرة القدم 2010 ثم أصبح مديرا فنيا للمنتخب حتي عام 2012 قبل ان تتم أقالتة بسبب الفشل في الصعود لكاس الأمم الأفريقية، والأداء المخيب للآمال للفريق في بداية التصفيات الأفريقية المؤهلة لنهائيات كأس العالم 2014 عقب التعادل مع إثيوبيا.

### مع ماميلودي صن داونز
في عام 2012 أنتقل إلى نادي ماميلودي صن داونز واستمر فيه حتى عام 2020 حقق مع الفريق الكثير من الألقاب على الصعيدين المحلي والقاري، فقد قاد الفريق لتحقيق خمس ألقاب بدوري جنوب أفريقيا الممتاز كما حقق نسختين من دوري تيليكوم عامي 2015 و2019، وفي عام 2016 صنع الإنجاز الأكبر في تاريخ النادي بتحقيقه بطولة دوري أبطال إإفريقيا لأول مرة في تاريخ النادي بعد الفوز في المبارة النهائية على نادي الزمالك المصري بمجموع الذهاب والإياب 3-1 وأتبعها في عام 2017 ببطولة السوبر الإفريقي الأولى للنادي بعد تحقيق الانتصار على نادي تي بي مازيمبي الكونغولي 1-0 بعد عام 2017 تابع قيادته لنادي ماميلودي صن داونز ليصنع جيل تاريخي للنادي حتى عام 2020 حين قرر ترك النادي وقبول عرض النادي الأهلي المصري لقيادة الفريق.

### مع الأهلي المصري
في يوم 30 سبتمبر عام 2020 انتقل موسيماني إلى النادي الاهلي المصري كمدرب للفريق، خلفاُ للمدرب المنتهي مدة عقده السويسري رينيه فايلر، كان الأهلي في خضم تحضيراته لخوض غمار منافسات نصف نهائي دوري أبطال إفريقيا أمام نادي الوداد الرياضي المغربي قاد موسيماني الفريق للفوز على النادي المغربي بمجموع المبارتين 5-1 ليتأهل مع النادي الأهلي للدور النهائي لمواجهة الغريم التاريخي للنادي الأهلي نادي الزمالك المصري في مباراة وصفت بنهائي القرن حقق فيها اللقب التاسع بعد الفوز بنتيجة 2-1 في نهائي دوري أبطال أفريقيا 2019–20 على أرضية ستاد القاهرة الدولي يوم 27 نوفمبر، حقق أيضا مع النادي الأهلي لقب كأس مصر لموسم 2019-20 على حساب نادي طلائع الجيش بعد الاحتكام لركلات الترجيح، شارك أيضا في كأس العالم للأندية 2020 وقاد الفريق لتحقيق الميدالية البرونزية كما توج بكأس السوبر الإفريقي 2020 بالفوز 2-0 على نهضة بركان في المباراة التي استضافها استاد جاسم بن حمد بالعاصمة القطرية الدوحة في 28 مايو 2021. كما أن تفاصيل شروط موسيماني للبقاء في النادي الأهلي.

### مع الأهلي السعودي
درب النادي الأهلي السعودي وقادهم إلى تحقيق لقب دوري الدرجة الأولى موسم 2022–23 معيداً الفريق إلى دوري المحترفين بعد هبوطه الموسم الذي سبق.

### مع الوحدة الإماراتي
تعرض لانتقادات بعد ثلاث هزائم في أول خمس مباريات بالدوري لكن بدا أن الفريق عاد للمسار الصحيح بعد انتصارين متتاليين.
وفي 10 نوفمبر ،2023 أعلن نادي الوحدة المنافس في دوري المحترفين الإماراتي لكرة القدم، إنهاء عقد مدربه الجنوب إفريقي بيتسو موسيماني بالتراضي بعد أن تولى المسؤولية في يونيو الماضي 2023

### مع استقلال طهران
في 18 أكتوبر 2024، تم تعيين موسيماني مدربًا لنادي استقلال طهران الإيراني في الدوري الإيراني الممتاز. وفي 28 يناير 2025، أنهى عقده مع استقلال بسبب المشاكل المالية. حقق في 15 مباراة 3 انتصارات، 8 تعادلات و 4 هزائم.

## إنجازاته كمدرب

### مع الأندية
سوبر سبورت يونايتد
- كأس جنوب أفريقيا (2005)
- كأس أم تي أن (2004)

 ماميلودي صن داونز
- دوري جنوب أفريقيا الممتاز لكرة القدم (2013–14، 2015–16، 2017–18، 2018–19، 2019–20)
- دوري تيليكوم الجنوب أفريقي (2015، 2019)
- دوري أبطال إفريقيا 2016
- كأس السوبر الأفريقي (2017)

 الأهلي المصري
- كأس مصر (2019-20)[12]
- الدوري المصري (2020)
- دوري أبطال إفريقيا 2019–20
- دوري أبطال إفريقيا 2020–21[11]
- كأس العالم للأندية (2020) الميدالية البرونزية[13]
- كأس السوبر الأفريقي (2020)[14]

 الأهلي السعودي
- دوري الدرجة الأولى السعودي: 2023

### إنجازات شخصية
- أفضل مدرب في الموسم في دوري جنوب أفريقيا الممتاز لكرة القدم (2013–14، 2015–16، 2017–18، 2018–19، 2019–20)
- أفضل مدرب في دوري أبطال أفريقيا: 2016
- أفضل مدرب إفريقي من قِبل الاتحاد الإفريقي لكرة القدم: 2016
- أفضل مدرب إفريقي من قِبل الاتحاد الدولي لتاريخ وإحصاءات كرة القدم: 2021
- مدرب الشهر في دوري الدرجة الأولى السعودي: مارس 2023، مايو 2023

## وصلات خارجية
- بيتسو موسيماني على موقع قاعدة بيانات كرة القدم.إي يو (الإنجليزية)
- بيتسو موسيماني على موقع ناشيونال فوتبول تيمز (الإنجليزية)
- بيتسو موسيماني على موقع Soccerway.com (الإنجليزية)
- بيتسو موسيماني كورة.كوم
- مدرب جنوب أفريقيا بيتسو موسيماني موقع الفيفا[وصلة مكسورة]